# Sonata para violín n.º 25 (Mozart)
La Sonata para violín n.º 25 en fa mayor, K. 377/374e fue compuesta por Wolfgang Amadeus Mozart en el verano de 1781 en Viena, sólo unas pocas semanas después de haberse instalado en la ciudad. La obra fue publicada como Opus 2 junto con las sonatas KV 296, KV 376, KV 378, KV 379 y KV 380. Su interpretación suele durar unos veinte minutos.

## Estructura
Consta de tres movimientos:
1. Allegro
2. Andante (variaciones, en re menor)
3. Tempo di Menuetto - Rondó